# السبع (الجزائر)
السبع هي بلدية من بلديات ولاية أدرار تقع على الطريق الوطني رقم 6 تبعد حوالي 40 كلم اٍلى الشمال عن مركز الولاية كانت تسمى سابقاً ب قصر العوينات، وتعتبر من أهم الواحات باٍقليم توات، بها العديد من المرافق الحيوية.
تعد قطب من أقطاب اٍنتاج الغاز بالجزائر، ويتم اٍستخراجه بمساعدة شركات عالمية.

## المناخ
يظهر الجدول التالي التغييرات المناخية على مدار السنة لالسبع:
| البيانات المناخية لـالسبع         | البيانات المناخية لـالسبع | البيانات المناخية لـالسبع | البيانات المناخية لـالسبع | البيانات المناخية لـالسبع | البيانات المناخية لـالسبع | البيانات المناخية لـالسبع | البيانات المناخية لـالسبع | البيانات المناخية لـالسبع | البيانات المناخية لـالسبع | البيانات المناخية لـالسبع | البيانات المناخية لـالسبع | البيانات المناخية لـالسبع | البيانات المناخية لـالسبع |
| الشهر                             | يناير                     | فبراير                    | مارس                      | أبريل                     | مايو                      | يونيو                     | يوليو                     | أغسطس                     | سبتمبر                    | أكتوبر                    | نوفمبر                    | ديسمبر                    | المعدل السنوي             |
| --------------------------------- | ------------------------- | ------------------------- | ------------------------- | ------------------------- | ------------------------- | ------------------------- | ------------------------- | ------------------------- | ------------------------- | ------------------------- | ------------------------- | ------------------------- | ------------------------- |
| متوسط درجة الحرارة الكبرى °م (°ف) | 20.1 (68.2)               | 22.9 (73.2)               | 27.5 (81.5)               | 32.7 (90.9)               | 36.7 (98.1)               | 42.9 (109.2)              | 45.8 (114.4)              | 44.2 (111.6)              | 40.2 (104.4)              | 33.0 (91.4)               | 25.3 (77.5)               | 17.0 (62.6)               | 32.4 (90.3)               |
| المتوسط اليومي °م (°ف)            | 12.1 (53.8)               | 14.9 (58.8)               | 19.1 (66.4)               | 24.2 (75.6)               | 28.2 (82.8)               | 34.2 (93.6)               | 36.9 (98.4)               | 35.6 (96.1)               | 32.1 (89.8)               | 25.3 (77.5)               | 18.0 (64.4)               | 11.4 (52.5)               | 24.3 (75.8)               |
| متوسط درجة الحرارة الصغرى °م (°ف) | 4.2 (39.6)                | 6.9 (44.4)                | 10.8 (51.4)               | 15.8 (60.4)               | 19.7 (67.5)               | 25.5 (77.9)               | 28.0 (82.4)               | 27.1 (80.8)               | 24.1 (75.4)               | 17.6 (63.7)               | 10.8 (51.4)               | 5.8 (42.4)                | 16.4 (61.4)               |
| الهطول مم (إنش)                   | 1 (0.0)                   | 1 (0.0)                   | 3 (0.1)                   | 1 (0.0)                   | 1 (0.0)                   | 0 (0)                     | 0 (0)                     | 1 (0.0)                   | 1 (0.0)                   | 3 (0.1)                   | 2 (0.1)                   | 2 (0.1)                   | 16 (0.4)                  |
| المصدر: climate-data.org          |                           |                           |                           |                           |                           |                           |                           |                           |                           |                           |                           |                           |                           |